# 双威伟乐城广场
双威伟乐城广场是位于马来西亚吉隆坡蕉赖的一家购物中心，隶属于雙威集团。其靠近蕉賴路及啤律路口交界處的外牆呈圓弧狀設計，加上繽紛多彩的牆面與商店落地窗透出的灯光，在晚间时分尤为顯眼。
双威伟乐城广场于2016年12月8日正式开业。购物中心内有零售商店、电影院、健身中心和百货商店一共500家。购物中心共9层，总建筑面积达92,000平方米。
双威伟乐城广场可通过捷运站到达，马鲁里站与双威伟乐城广场的1层相连，从该站的附近有一座198米长的天桥。购物中心的地下停车场有6500个付費停车位。